# Viktor Schumann

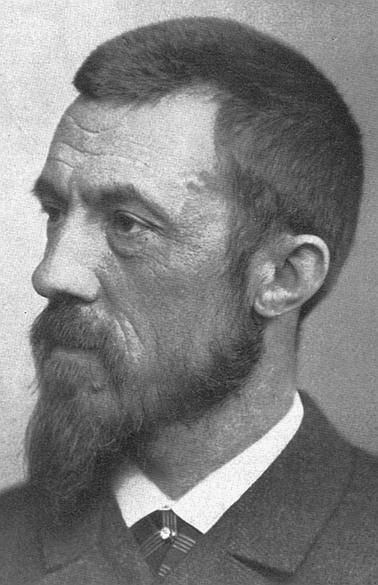
Viktor Schumann
im Alter von 52 Jahren

Viktor Schumann (* 21. Dezember 1841 in Markranstädt; † 1. September 1913 in Leipzig) war ein Ingenieur und Amateur-Physiker, der im Jahre 1893 auf privater Basis die Vakuumultraviolettstrahlung entdeckte.

## Leben
Viktor Schumann war der Sohn eines Arztes. Nach Abschluss der Realschule und einer Volontärszeit in einem Maschinenbaubetrieb absolvierte er von 1860 bis 1864 ein Ingenieurstudium an der königlichen höheren Gewerbeschule in Chemnitz und trat danach zunächst in eine Chemnitzer Maschinenbaufirma ein. In den Folgejahren baute er mit einem Partner in Leipzig eine Maschinenfabrik auf, deren technische Leitung er bis 1872 innehatte. Im Vordergrund stand dabei die Entwicklung neuer Maschinentypen für die damals in Leipzig boomende graphische Industrie. 1872 wurde er Partner der angesehenen Maschinenbaufirma der Gebrüder Hogenforst und leitete das Unternehmen als technischer Direktor bis 1892. Zu diesem Zeitpunkt ging er aus gesundheitlichen Gründen in den beruflichen Ruhestand, um sich fortan seinen physikalischen Forschungen zu widmen, die er bislang nebenher betrieben hatte.
Durch harte berufliche Arbeit hatte er sich die finanziellen Möglichkeiten für eine private Forschertätigkeit geschaffen, und seine maschinenbaulichen Kenntnisse erlaubten ihm, die notwendigen Präzisionsgeräte selbst herzustellen. Er war in offiziellen Wissenschaftlerkreisen bald anerkannt und geehrt. Er wurde Ehrendoktor und Akademiemitglied. Nach seinem Tod 1913 hielt Otto Wiener, der Direktor des Physikalischen Instituts der Universität Leipzig, den Nekrolog vor der Sächsischen Akademie der Wissenschaften.

## Forschung
Ausgangspunkt für Schumanns Forschungen war die anfängliche Unempfindlichkeit von Fotoplatten am kurzwelligen Ende des sichtbaren Lichts. Nach Verbesserungen für die praktische Fotografie reizte ihn die Fortsetzung nach extrem kurzwelliger Strahlung, die für die Atomspektroskopie besondere Bedeutung hatte. Dazu war sowohl die Empfindlichkeit der Fotoplatten für diese Strahlung zu erhöhen als auch die spektrale Aufteilung der Strahlung bis in diese Bereiche zu verbessern.
Er verwendete ein Prisma und Linsen aus Fluorit statt Quarz, platzierte die gesamte Vorrichtung im Vakuum und überzog seine fotografischen Platten mit einer sehr dünnen Fotoemulsion, bei der die lichtempfindlichen Silberbromid-Kristalle an der Oberseite der Gelatine-Schicht angereichert waren. Da die niedrige Wellenlängen absorbierenden Hemmnisse Quarz, Gelatine und Luftsauerstoff entfernt waren, konnte Schumann erstmals Strahlung mit Wellenlängen unter 185 nm bis minimal 120 nm messen.
Schumann veröffentlichte Beiträge über die Wasserstofflinie im Spektrum der Nova Aurigae und über das Spektrum der Vakuumröhren. Seine Arbeit hat den Weg zur Atomemissionsspektroskopie bereitet, die schließlich 1914 zur Entdeckung der Lyman-Serie durch Theodore Lyman führte.

## Ehrungen
- 1882 Mitglied (später Ehrenmitglied) der Berliner Photographischen Gesellschaft[3]
- 1894 Ehrendoktor der Universität Halle-Wittenberg[4]
- 1911 Ordentliches Mitglied der Sächsischen Akademie der Wissenschaften[5]